# Hernando Currea Cubides
Hernando Currea Cubides (1919-Bogotá, 16 de junio de 2003) fue un militar y político colombiano.
Currea tuvo una extensa carrera política. Participó en la Operación Soberanía en 1964 contra la República de Marquetalia en 1964, como coronel de la Sexta Brigada del Ejército Nacional con sede en Ibagué. General de Tres Soles .
También se desempeñó como Director de la Escuela Militar de Cadetes, miembro de la Junta Interamericana de Defensa con sede en Washington y embajador de Colombia en Guyana y Portugal. Dirigió la revista de las fuerzas militares de Colombia en 1969, que fue fundada en 1960 por el general Gabriel Revéis Pizarro. Luego regresó a dirigirla entre enero y agosto de 1970, cuando fue llamado al alto gobierno.
Fue ministro de defensa entre el 7 de agosto de 1970 y el 7 de agosto de 1974, durante la presidencia de Misael Pastrana. Ya retirado del servicio, fue uno de los fundadores de la Universidad Militar Nueva Granada siendo su primer director.

## Biografía
Hernando Currea Cubides nació en 1919.

### Operación Soberanía - Marquetalia
En el grado de coronel, siendo comandante de la sexta brigada de Ibagué, participó en la Operación Soberanía en 1964, como mando táctico de la operación, en el marco del Plan Lazo. Ésta escaramuza tenía como objetivo la aniquilación de la incipiente guerrilla de liberales conocidos como Autodefensas campesinas comunistas.
La operación se venía pensando desde 1961, cuando el entonces senador Álvaro Gómez denunció la presencia de guerrilleros separatistas en Tolima y Huila. La presión que ejercieron los conservadores sobre el presidente Guillermo León Valencia lo llevó a ordenar la Operación Soberanía, poniendo a Cubides al mando táctico de la operación. A pesar de que los alzados en armas intentaron hacer llegar al presidente una carta por medio del sacerdote Camilo Torres, esta o nunca fue recibida o no fue respondida.
La operación fracasó pues los guerrilleros fundaron el 20 de julio de 1964 la guerrilla de las Fuerzas Armadas Revolucionarias de Colombia (FARC), dejando 15 guerrilleros muertos pero sin ningún decomiso de armas, y perdiendo 7 hombres, más 20 soldados heridos.

### Ministerio de Defensa (1970-1974)
El 7 de agosto de 1970, el general Cubides fue llamado al alto gobierno por el presidente Misael Pastrana Borrero, para ocupar el Ministerio de Defensa. Cubides completó el período estando los 4 años del gobierno de Pastrana en el cargo.

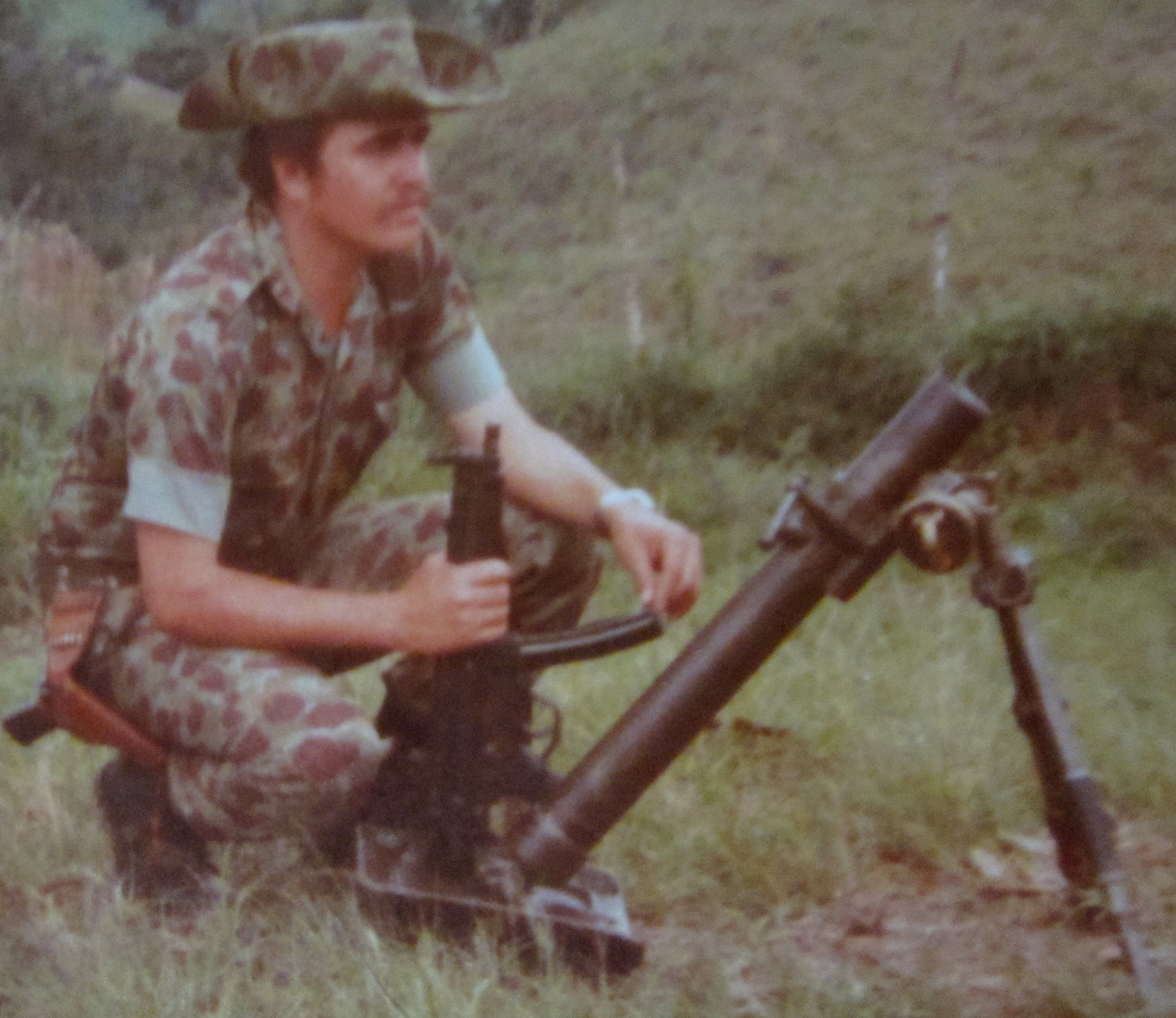
Uniformado del ejército en 1971.

Entre sus acciones más relevantes, ya que el gobierno Pastrana fue poco combulso comparado con el de sus antecesores, cabe destacar varios hechos. Dio de baja al guerrillero Libardo Mora Toro del EPL, en las pocas operaciones militares relevantes que ocurrieron bajo su mando. 

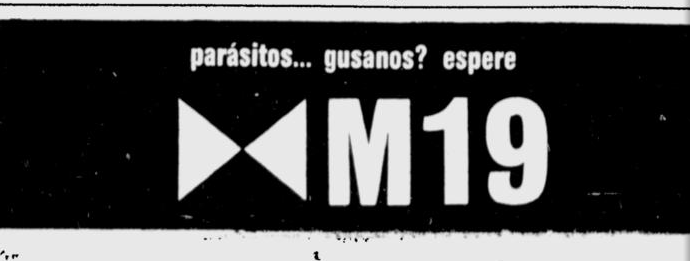
Esta pauta es del 17 de enero de 1974, fecha en la que nadie conocía al M-19, por lo que se creía que era algún tipo de remedio.

El 8 de octubre de 1971, sin embargo, el ELN, que estaba infiltrado hace varios años en Bogotá atentó contra el general Álvaro Valencia Tovar, al frente de la sede del Ministerio de Defensa, en represalias por la muerte en 1966 de Camilo Torres, amigo de Valencia. La respuesta de Currea y Pastrana fue ordenar la Operación Anorí en septiembre de 1973, duro revés para el ELN.
Modernizó las fuerzas armadas, creando la unidad especial del ejército en 1970, aquiriendo una flota de aviones Mirage 5 franceses y dos submarinos alemanes para la armada nacional, en 1972. A pesar de esa mejora, las FARC se fortalecieron, y en enero de 1974 surgió el M-19, quien robó la espada de Bolívar en Bogotá, ante la impotencia de las autoridades. Días antes de ese golpe de opinión, milicianos de la guerrilla pagaron pautas publicitaria en la prensa colombiana.

### Universidad Militar (1982)
Cubides se asoció con el ministro de defensa Gral. Luis Carlos Camacho Leyva, y fundaron la Universidad Militar Nueva Granada, que abrió sus puertas el 23 de julio de 1982, a pocos días de que el presidente Julio César Turbay entregara el poder a Belisario Betancur. El nuevo ministro, Gral Fernando Landazábal nombró a Cubides como primer rector de la universidad, ya que la institución pertenció al Ministerio de Defensa hasta el 2003.